# 사단법인 문학그룹샘문
서울특별시에 2021년 4월 30일 법인설립 인가되어 비영리민간단체로 등록되어 공적활동을 하는 단체이다. 
시인, 교수, 언론인인 이정록 선생이 2021년 3월 14일경 설립한 비영리법인이다.

## 목적
1. 한국문학의 발전과 문학 창달을 위한다.
2. 문학 행사, 문학인의 권익보호및 후학 양성을 위한 활동 지원한다.
3. 사회 일반의 공익에 기여한다.